# VII: Sturm und Drang
VII: Sturm und Drang ist das achte Studioalbum der US-amerikanischen Metalband Lamb of God. Es erschien am 24. Juli 2015 in Nordamerika über Epic Records und in den restlichen Territorien über Nuclear Blast. Das Album erreichte Platz eins der kanadischen Albumcharts. Das Lied 512 wurde bei den Grammy Awards 2016 in der Kategorie Best Metal Performance nominiert.

## Entstehung
Nachdem sich Sänger Randy Blythe Anfang 2012 vor einem Prager Gericht wegen Totschlag verantworten musste und frei gesprochen wurde vereinbarten die Musiker eine längere Auszeit. Während Blythe seine Memoiren schrieb, sammelten die anderen Musiker Ideen für ein neues Album. Als sich die Bandmitglieder wieder trafen, hatten laut Schlagzeuger Chris Adler die Gitarristen Mark Morton und Willie Adler rund 50 Songideen zusammen. Morton erklärte in einem Interview, dass die einzelnen Bandmitglieder beim neuen Album weitaus mehr als früher kollaboriert haben.
Aufgenommen wurde VII: Sturm und Drang in den NRG Recording Studios in Los Angeles und in den Suburban Soul Studios in Torrance. Produziert und gemischt wurde das Album erneut von Josh Wilbur, der bei den Aufnahmen zusammen mit Nick Rowe und Kyle McAulay als Toningenieur wirkte. Als Gastsänger sind Greg Puciato (The Dillinger Escape Plan) bei dem Lied Torches und Chino Moreno (Deftones) bei dem Lied Embers zu hören. Für das neue Album unterschrieb die Band Verträge bei neuen Plattenlabels. Mit Nuclear Blast hätte die Band laut Chris Adler bereits 1997 einen Vertrag abgeschlossen, entschied sich dann aber für Prosthetic Records. Die Band drehte für die Lieder 512, Overlord und Embers Musikvideos.

## Inhalt
Das Album befasst sich mit der Psychologie und der Reaktion von Menschen, die sich in extremen Stresssituationen befinden. Sänger Randy Blythe und Mark Morton suchten nach einem passenden Wort, das diese Situationen zusammenfasst. Der Untertitel Sturm und Drang kam schließlich von Mark Mortons deutscher Mutter. Die Römische Zahl VII wurde laut Mark Morton deshalb gewählt, weil die Musiker stolz darauf sind, sieben Alben zu veröffentlichen, was nicht jede Band schafft.
In dem Lied Still Echoes verarbeitet Randy Blythe seine Haftzeit im Prager Gefängnis Pankrác. Am Ende von Blythes Zellentrakt befindet sich eine Guillotine, mit der während des Zweiten Weltkriegs von der deutschen Besatzungsmacht etwa 2.000 Menschen hingerichtet wurden. Blythe dachte eines Nachts an all die Opfer, denen der Kopf abgetrennt wurde. All dies passierte unweit seiner Zelle. 

„Ich schreibe über Dinge, die mich tief beeinflussen. Und glaube mir, in einem fremden Land ins Gefängnis zu gehen und des Totschlag angeklagt zu sein beeinflusst mich sehr tief.“

Der Titel 512 bezieht sich auf Blythes Zellennummer im Gefängnis Pankrác. Das Lied Torches handelt vom tschechischen Studenten Jan Palach, der sich aus Protest gegen die Niederschlagung des Prager Frühlings selbst verbrannte. Engage the Fear Machine handelt von der Macht der Massenmedien in den USA. Laut Blythe haben diese insbesondere während der Ebolafieber-Epidemie 2014 für Panikmache gesorgt. Er verglich das Verhalten der Medien mit der McCarthy-Ära.
Das Lied Overlord enthält mit „All the world’s a stage“ (engl.: Die ganze Welt ist eine Bühne) ein Zitat aus dem Theaterstück Wie es euch gefällt von William Shakespeare. Mit dem Lied Embers verarbeitete Gitarrist Mark Morton den Verlust seiner neugeborenen Tochter Madalyn, die vor acht Jahren kurz nach der Geburt verstarb. Für Morton ist es ein Lied über die Hoffnung, dass man mit Liebe die Verzweiflung überwinden kann.

## Rezeption

### Rezensionen
Das deutsche Magazin Rock Hard kürte VII: Sturm und Drang zum Album des Monats. Thomas Kupfer beschrieb das Album als eine „Demonstration der typischen Bandstärken“ und als eine „emotionale Achterbahnfahrt durch den Bandkosmos. Meist fordernd, manchmal zerbrechlich klingend, aber nie langweilig“. Kupfer vergab neun von zehn Punkten. Laut Thomas Meyns vom Onlinemagazin Metalnews.de „motzen Lamb of God die inzwischen bekannte Mixtur aus modernerem Thrash- und Groove Metal mit zahllosen unverbrauchten Ideen auf“ und „legen ein ebenso selbstbewusstes wie hochwertiges neues Album vor“, für das er sechs von sieben Punkte vergab. Robert Fröwein vom österreichischen Onlinemagazin Stormbringer.at merkte an, dass die „deutliche gestiegene Stimmvariabilität neben der instrumentalen Reife der zweite eklatante Veränderungspunkt“ sei, der „den geübten Lamb-of-God-Hörer der letzten Alben anfangs zu verstärkter Konzentration fordert“. Das Album könnte „zu einem Klassiker des Thrash/Groove-Genre reifen“, wofür er vier von fünf Punkten vergab.

### Chartplatzierungen
VII: Sturm und Drang erreichte Platz eins der kanadischen Albumcharts. Für die Band war es in Kanada das zweite Nummer-eins-Album nach Wrath aus dem Jahre 2009. In Australien erreichte das Album Platz zwei. Weitere Platzierungen unter den ersten Zehn erreichte das Album in den USA und Finnland (jeweils Platz drei), in der Schweiz (Platz fünf) und im Vereinigten Königreich (Platz sieben). In Deutschland erreichte das Album Platz zwölf.

### Auszeichnungen
Für das Lied 512 wurde bei den Grammy Awards 2016 in der Kategorie Best Metal Performance nominiert. Der Preis ging jedoch an die schwedische Band Ghost.